# Grupo Salvador Caetano
O Grupo Salvador Caetano com a designação comercial Grupo Salvador Caetano, S.G.P.S., S.A. é uma sociedade anónima portuguesa. Esta empresa foi a responsável pela fundação da "Toyota Caetano Portugal, S.A.",  que teve como fundador e dinamizador Salvador Fernandes Caetano.

## História
O "embrião" do grupo foi a pequena Sociedade que Salvador Caetano estabeleceu em 1946 com o seu irmão Alfredo Caetano e com Joaquim Martins, que é também o "embrião" da Toyota Caetano Portugal, S.A. Quando esta pequena firma se desmembrou, ficou nas mãos de Salvador, tornando-se mais tarde a pioneira, em Portugal, na técnica de construção mista, utilizando perfis de aço e madeira, e no fabrico das carroçarias integralmente de metal (introduzidas em 1955). A empresa conquista rapidamente a confiança de importantes clientes. Em 1961, a firma de Salvador tem uma encomenda com muito impacto por parte do Serviço de Transportes Colectivos do Porto: 12 autocarros de 2 pisos. Foi esta encomenda que abriu caminho à exportação.
No ano de 1967 proporcionou-se o primeiro contrato de exportação de autocarros, para Inglaterra. Um ano depois, Salvador Caetano tornou-se representante exclusivo da Toyota em Portugal. Em 1971, ergueu a primeira unidade industrial na Europa de montagem de automóveis em Ovar, e em apenas dez anos atingiu a montagem de 100 mil viaturas. A empresa foi-se expandido, primeiro, por todo o país, e posteriormente, pelo estrangeiro. Em 1982 adquiriu a empresa A.M. da Rocha Brito, Lda. que estava em situação de falência. Esta era a importadora, entre outros, dos camiões Hino, e viria a tornar-se na rampa de lançamento dos veículos BMW no mercado Português. Foi convertida e foi criada a firma Caetano Baviera representando oficialmente a BMW.
Cumpridos 50 anos de actividade, no ano de 1996, Salvador Caetano já tinha criado ou adquirido 50 empresas nos mais variados sectores de actividade.
No ano de 1998, a empresa de Salvador Caetano passou a comercializar a marca Premium Lexus em Portugal, sendo pioneira nisso.
Cerca de um ano antes da sua morte, Salvador Caetano e a sua esposa decidiram dividir as suas posições accionistas pelos seus três filhos, de forma igualitária. Cada um dos três adquiriu, em partes iguais, participações accionistas no Grupo Salvador Caetano, nomeadamente nas Holdings Grupo Salvador Caetano, SGPS, S.A. (sector automóvel, indústria e novas tecnologias) e a Caetano SGPS, S.A. (outras actividades). Ana Maria Caetano adquiriu um conjunto de activos e de empresas, que passaram a constituir uma nova holding, denominada PARINAMA Participações e Investimentos SGPS SA (designada outrora Numercomplet SGPS Unipessoal Lda.). Ana Maria Caetano segue, assim, um projecto empresarial próprio e autónomo, o qual é integrado, entre outras, pela participação de 11% na Soares da Costa SA, e pela totalidade do capital social da Caetano Coatings (esta detém a unidade industrial do Carregado, relativa a componentes automóveis e pinturas industriais).
Quando o seu fundador, Salvador Caetano, faleceu, a 27 de Junho de 2011, o Grupo Salvador Caetano tinha mais de 6800 colaboradores e 150 empresas
Salvador Caetano e Stadler Rail assinaram uma aliança estratégica para uma nova fábrica de veículos ferroviários na cidade de Ovar em abril de 2023.

## Empresas do grupo
- Caetano Auto[10]
- Caetano City[11]
- Caetano Colisão[12]
- Caetano Components[13]
- Caetano Drive[14]
- Caetano Sport[15]
- Caetano Urban[16]
- Caetano Fórmula[17]
- Caetano Lyrsa[18]
- Caetano Motors[19]
- Caetano Parts[20]
- Caetano Power[21]
- Caetano Retail, em Portugal e Espanha, distribuição e reparação automóvel.[22]
- Caetano Renting[23]
- Caetano Star[24]
- Caetano Technik[25]
- Caetano Squadra[26]
- CaetanoBus[27]
- Caetsu[28]
- CarPlus[29]
- ENP - Energias Renováveis Portugal, SA[30]
- FINLOG - Gestão de Frotas[31]
- Guerin Car Rental Solutions Lda[32]
- Island Rent, SA.[33]
- Lusilectra, SA[34]
- Luso Assistência, SA[35]
- MDS Auto – Mediação de Seguros, SA[36]
- Midas Portugal[37]
- Portianga, SA[38]
- Rigor - Consultoria e Gestão, SA[39]
- Toyota Caetano Portugal SA[40]